# Augustus Prew
Augustus Prew (Hammersmith, 17 de setembro de 1987) é um ator inglês, mais conhecido por sua aparição no filme About a Boy (2002) e no filme para televisão Marigold de 2005. Ele também apareceu nas séries de TV The Time of Your Life  e Silent Witness.
Em 2008 atuou como o personagem Robin de Noir no filme The Secret of Moonacre. Em 2010, no filme Charlie St. Cloud, ele desempenhou o papel de Alistair, o melhor amigo do personagem interpretado por Zac Efron.

## Filmografia
- Prison Break como Whip (2017)
- "Pure Genius" como James Bell (2016)
- Kick-Ass 2 como Todd (2013)
- "Hated como Joey (2010)
- Sophie como Blake (2010)
- "Charlie St. Cloud como Alistair Wooley  (2010)
- "The Kid como Teen Kevin (2010)
- Silent Witness como Binyomin Marowski / Binyomin Marowsky (2008)
- "The Secret of Moonacre como Robin De Noir  (2008)
- "Little Rikke como Karl (2008)
- "The Time of Your Life como Dexter (2007)
- "Marigold como Jack Moore (2005)
- "The Bill como Jamie Heath (2003)
- "MI-5 como Peter Ellis (2003)
- "About a Boy como Ali (2002)
- "24Seven como Drew Jessup  (2002)